# 대한민국의 댐
대한민국의 댐은 대한민국의 하천에 설치한 댐들을 말한다.

## 총괄
2001년 기준으로 대한민국의 댐 및 저수지는 약 18,000여 개가 있으며, 그 중에서 실질적으로 댐이라고 하는 것은 "대댐"을 말한다. "대댐"의 기준은 다음과 같다.
높이 15.0m 이상, 높이 10~15m로서 길이가 2,000m 이상, 또는 저수용량이 300만m3 이상

대댐의 기준을 충족하는 댐은 1,206개소가 있는데 이 중 대부분인 1,114개소는 관개용수댐이며 나머지는 생공용수댐 60개소, 수력발전댐 16개소, 다목적댐 15개소, 홍수조절댐 1개소가 있다. 이 때 방조제와 하구둑도 대댐의 기준으로 보면 대댐에 해당한다. 대한민국에 있는 댐의 형식은 다음과 같이 구분하고 있다.
- HE(Homogeneous Earth Dam) : 균질형필댐
- CE(Core Earth Dam) : 코아형 필댐
- ER(Earth Rockfill Dam) : 락필댐
- CF(Concrete Faced Rockfill Dam) : 콘크리트 표면차수벽형 락필댐
- PG(Gravity Dam) : 콘크리트 중력식댐
- BM(Barrage) : 바라지(방조제, 하구둑)

## 목적별 댐

### 다목적댐
대한민국의 다목적댐은 특정다목적댐법에 의해 건설되었으나 1999년 이 법이 폐지되면서 지금은 "댐건설 및 주변지역지원 등에 관한 법률"에 의해 건설되며, 1961년 섬진강댐을 건설 시작한 이래 2001년까지 15개 댐이 완공되었고, 몇 개댐이 건설 중에 있다.

### 수력발전댐
대한민국의 수력발전댐 중 대댐 기준에 의한 것은 2022년 기준 21개소가 있지만 실제 발전소가 설치되어 있는 댐은 15개소만 있다. 이 수력발전댐은 크게 유하식 발전용댐과 양수발전용댐으로 구분되는데 유하식 발전용댐은 8개소, 양수발전용댐은 13개소가 있으며, 양수발전용댐은 7개소에만 발전소가 설치되어 있다. 대한민국 최초의 양수발전은 1977년 한국수자원공사가 안동댐의 역조정지를 이용하여 시설용량 9만kW의 양수발전을 개시한 게 시초이며, 이후 한국전력공사 등 전력그룹사에서 7개의 양수발전용댐을 건설하였고 현재 3개소(영동양수, 포천양수, 홍천양수)가 건설되고 있다. 현재는 한국전력공사의 자회사인 한국수력원자력주식회사가 수력발전댐을 관할한다.

### 생공용수댐
대한민국의 생공용수댐(생활·공업용수댐)은 총 60개소가 있으며 한국농어촌공사, 지자체, 한국수자원공사 등에서 관리하고 있다. 이 때 방조제 및 하구둑도 이 댐에 포함된다. 방조제와 하구둑은 한국농어촌공사 및 시군 지자체에서 관리하며, 낙동강하굿둑만 한국수자원공사가 관리한다. 이 중 한국농어촌공사가 관리하는 댐은 대부분 생활용수 뿐만 아니라 관개용수를 공급하는 댐으로서 유효저수용량을 기준으로 저수용량 합계는 739백만m3에 달한다.

### 방조제 및 하구둑
대한민국의 방조제 및 하구둑은 1960년대까지 연속된 한·수해와 식량난을 벗어나기 위해서 소규모 저수지 위주의 농업용수원 개발에만 치중해오던 정부가 농업기반의 중․장기적인 발전을 위해 1965년 6월 전천후 농업용 수자원개발 계획을 수립하였다. 막대한 사업비의 재원조달 방법으로 차관도입에 대한 검토를 통하여 계획중인 중규모 5개 지구(평택, 금강, 영산강, 남한강, 청주 등) 79만 4,000ha를 선정하여 "대단위농업종합개발"이라는 이름을 붙여 IBRD(국제부흥개발은행, 세계은행)차관을 전제로 예비 차관신청서를 경제기획원에 제출함으로써 대단위 농업종합개발사업을 시작하게 되면서 건설되기 시작했다.
대한민국은 서해안 및 남해안 바다가 얕고 리아스식 지형을 가지고 있어 간척사업이 발전하였는데 1960년대부터는 네덜란드의 간척기술이 도입되면서 간척방식은 대규모의 복식간척으로 전환되었고, 방조제도 1960년대의 대조평균 간조위에서 점차 해면깊이로 내려가서 대조평균 간조위하 25m 선까지 이르게 되는 해면간척기법이 크게 발전하였다. 이렇게 건설된 대댐 기준에 속하는 방조제나 하구둑은 총 19개소이며 이 중에서 관개용수 공급목적을 갖는 17개소의 유효저수용량은 약 13억 9,080만m3이다.

### 관개용수댐
"대댐"의 기준을 충족하는 대부분의 댐은 이 관개용수댐에 해당한다. 총 1,114개소가 있으며 이들의 총 유효저수용량은 18억 5,650만m3, 총 관개면적은 약 22만ha이다. 이 중에서 유효저수용량이 1,000만m3이상의 댐은 30개소가 있다.

### 홍수조절전용댐
대한민국의 홍수조절전용댐은 대한민국과 조선민주주의인민공화국의 공유하천인 북한강에 건설한 평화의 댐과 임진강에 건설한 군남댐, 한탄강에 건설한 한탄강댐이 있다. 평화의 댐은 북한강 상류 조선민주주의인민공화국 지역 내에 건설한 임남댐(금강산댐)을 북한군이 수공을 위해 임의로 파괴했을 경우나 자연재해에 의한 붕괴에 대응하기 위해 강원도 화천군 화천읍에 건설한 댐이다. 1988년에 높이 80m, 길이 410m, 총저수용량 5억 9,000만m3, 댐체적 259만m3의 콘크리트 표면차수벽형 락필댐으로 완공하였지만, 현재 모습은 1단계가 완성된 것으로 향후 임남댐이 증축될 것을 염두에 두고 2단계 증축이 가능하게 건설되었다.

## 댐 목록
다음은 대한민국의 댐 목록이다.

### 다목적댐
- 한강 수계
  - 소양강댐
  - 충주댐
  - 횡성댐
- 낙동강 수계
  - 안동댐
  - 임하댐
  - 합천댐
  - 남강댐
  - 밀양댐
  - 군위댐
  - 부항댐
- 금강 수계
  - 대청댐
  - 용담댐
- 섬진강 수계
  - 섬진강댐
  - 주암댐
  - 주암조절지댐
- 직소천 수계
  - 부안댐
- 웅천천 수계
  - 보령댐
- 탐진강 수계
  - 장흥댐
- 섬강 수계
  - 횡성댐
- 내성천 수계
  - 영주댐
- 남강 수계
  - 남강댐
- 밀양강 수계
  - 밀양댐
- 감천 수계
  - 부항댐

### 생공전용
- 한강 수계: 광동댐
- 전천 수계: 달방댐
- 낙동강 수계: 운문댐, 영천댐
- 대곡천 수계: 사연댐
- 대암천 수계: 대암댐
- 형산강 수계: 안계댐
- 연초천 수계: 연초댐
- 산양천 수계: 구천댐
- 섬진강 수계: 수어댐
- 여천천 수계: 선암댐
- 태화강 수계: 대곡댐
- 오류천 수계: 감포댐
- 평림천 수계: 평림댐
- 동화천 수계: 공산댐

### 관개용수용
- 대아댐
- 동화댐
- 성주댐
- 강릉댐
- 탑정댐
- 예당댐
- 장성댐
- 담양댐
- 광주댐
- 나주댐
- 무극제
- 하동댐
- 형산강 수계
  - 덕동댐

### 수력발전용
- 청평댐
- 화천댐
- 괴산댐(칠성댐)
- 춘천댐
- 의암댐
- 팔당댐
- 도암댐
- 보성강댐

### 양수발전용
- 삼랑진댐
- 무주댐
- 양양댐
- 산청댐
- 청송댐

### 홍수조절용
- 한강 수계: 평화의 댐
- 한탄강 수계: 한탄강댐
- 임진강 수계: 군남홍수조절지

### 하굿둑
- 낙동강 수계: 낙동강하굿둑
- 영산강 수계: 영산강하굿둑
- 금강 수계: 금강하굿둑

### 건설 취소
- 동강댐 : 2000년 건설 백지화

## 지질
대한민국의 댐 중 높이 30 m 이상의 대규모 댐 46개소 중 26개는 편마암류, 15개소는 화강암류, 5개소는 퇴적암류가 기초지반이다. 1920~1982년 농헙진흥공사가 시공한 댐 중 누수가 발생한 51개 댐의 누수 원인을 조사한 결과 55%가 기반암 불량으로 인한 것으로 암석의 절리, 층리, 풍화대, 공동(空洞)을 제대로 처리하지 않아 발생한 문제이다. 예를 들면, 경기도 기산 지구에서는 기초지반에 절리가 발달하여 누수가 발생한 적 있으며 충남 보령시에서는 대동 누층군의 층리가 발달한 사암과 셰일로 인해 누수가 발생하였다. 충북 도원지구에서는 기반암인 운모편암의 편리(片理)면을 따라 누수가 발생한 적이 있으며 전남 오류지구와 강원 원덕지구에 석회암의 용해로 인한 누수 사례도 있다.

## 같이 보기
- 댐